# سایرس ملیکیان
سایرس ملیکیان (انگلیسی: Cyrus Melikian؛ ۱۹۲۰ – ۲۰۰۸) کارآفرین و مخترع ارمنی‌تبار اهل ایالات متحده آمریکا بود.
او مؤسسه آشپزی راکلند در پارک فیرمونت و همچنین مدرسه آموزش آشپزی طعم ساز را تأسیس و به مدت ۱۰ سال در آنجا تدریس کرد.